# USS O-9 (SS-70)
USS O-9 (SS-70) – amerykański okręt podwodny typu O-1 zwodowany 27 stycznia 1918 roku w stoczni Fore River. Przyjęty do służby w marynarce amerykańskiej 27 lipca 1918 roku, zatonął 20 czerwca 1941 roku w  Portsmouth w stanie New Hampshire w trakcie testów zanurzenia.